# Assemblea dei rappresentanti del popolo
L'Assemblea dei rappresentanti del popolo (in arabo مجلس نواب الشعب‎?, Majlis Nuwwab ish-Sha'b; in lingua francese: Assemblée des representants du peuple, ARP) è la camera bassa dell'organo legislativo della Repubblica di Tunisia. Essa ha preso il posto, insieme al Consiglio nazionale delle regioni e dei distretti (la camera alta), della precedente Assemblea monocamerale dei rappresentanti del popolo.
L'assemblea è costituita da 161 seggi, di cui 151 per i cittadini residenti in Tunisia e 10 per i cittadini all’estero.
Prima della Costituzione del 2022, fortemente voluta dal Presidente Kaïs Saïed, il parlamento della Tunisia era monocamerale.
Il suo presidente è, attualmente, Ibrahim Bouderbala, il primo-vicepresidente è Saoussen Mabrouk e il secondo-vicepresidente è Anouar Marzouki, eletti nella sessione inaugurale del Parlamento, avvenuta il 13 marzo 2023.

## Elezioni del 2022
Il primo turno delle prime elezioni dell'Assemblea, tenutesi sotto la nuova Costituzione, si è svolto il 17 dicembre 2022. Il secondo turno, che riguarda 131 seggi, si è tenuto il 29 gennaio 2023.
La camera è divenuta operativa il 13 marzo 2023.